# Rikas (Band)
Rikas ist eine deutsche Indie-Pop-Band aus der Region Stuttgart.

## Geschichte
Die Band besteht aus Sam Baisch (Gesang, Bass), Chris Ronge (Gesang, Gitarre), Sascha Scherer (Gesang, Gitarre, Keyboard) sowie Ferdinand Hübner (Gesang, Schlagzeug, Keyboard). Die Bandgründung erfolgte im Frühjahr 2016 unter dem Namen „Rikas“. Beim Internationalen Straßenmusikfestival Baden-Württemberg desselben Jahres wurden sie vom Publikum auf den 2. Platz gewählt.
Der erste (inoffizielle) Release der Band waren die 2016 erschienenen, selbst aufgenommen und produzierten Bedroom Tapes, die die Band auf gebrannten und händisch bemalten CDs live auf ihren Konzerten verkaufte. Die EP bestand aus 5 Titeln, darunter drei die später nicht mehr offiziell bzw. digital veröffentlicht wurden (Tequila Shots, Mr. Anxiety, Raindance). Die Songs Lisa sowie Tortellini Tuesday wurden ein Jahr später auf der EP Swabian Samba neu aufgenommen, ausproduziert und veröffentlicht.
2018 erschien die Debüt-EP Swabian Samba, aufgenommen mit Produzent Robert Stephenson (Mighty Oaks, Von Wegen Lisbeth, Fil Bo Riva) im Tritonus Studio in Berlin, veröffentlicht unter dem eigens gegründeten Label Fanny Pack Party.
Von 2019 bis 2022 war die Band beim Plattenlabel Columbia Records (Sony Music Entertainment) unter Vertrag, unter welchem auch das Debütalbum Showtime (2019) sowie die darauffolgenden EPs Short Stories (2021) und Goodbye Sunshine (2022) veröffentlicht wurden. Goodbye Sunshine wurde von Rikas gemeinsam mit dem kalifornischen Produzenten Jonathan Rado (Foxygen, The Lemon Twigs, The Killers, Weyes Blood) aufgenommen und produziert.

## Stil
Die Band spielt Popmusik mit Einflüssen aus Funk und Soul. Eine Eigenschaft der Musik ist der vielseitig eingesetzte Satzgesang sowie wechselnde Hauptstimmen zwischen oder teilweise auch innerhalb einzelner Songs. Es gibt keinen fest definierten Lead-Sänger.
Die Band spielte auf zahlreichen Festivals, darunter das MS Dockville, Appletree Garden Festival, Traumzeit-Festival, Immergut Festival und viele mehr.

## Diskografie
Studioalben
- 2019: Showtime

EPs
- 2022: Goodbye Sunshine
- 2021: Short Stories
- 2018: Swabian Samba
- (2016: Bedroom Tapes)

Singles
- 2024: Jude Bellingham; Barcelona (Learning to Love Myself)
- 2023: Up All Night
- 2022: Never Leaving The House
- 2022: Barefoot
- 2022: My Bench
- 2022: Goodbye Sunshine
- 2021: Superstitious
- 2021: I Always Think of You (When I Listen to This Song)
- 2021: Stereo
- 2021: 再考する (Overthinking Japanese Version)
- 2020: Overthinking
- 2019: Crazy
- 2019: Dr. Strangelife
- 2019: Fanny Pack Party
- 2018: Prince Boomerang
- 2018: Picasso
- 2018: Lisa
- 2018: Dancing in My Room
- 2017: Tortellini Tuesday